# Jazz in Paris
Jazz in Paris est un recueil des textes écrits par Boris Vian en 1948-1949. Il s'agit d'émissions radiophoniques qu'il présente en anglais et dans lesquelles il propose aux auditeurs new yorkais de découvrir les musiciens de jazz qu'il admire. Ce sont des musiciens français comme Claude Luter ou Django Reinhardt, mais aussi américains : Don Byas, Tadd Dameron, Duke Ellington, Coleman Hawkins ainsi que d'autres moins connus, à découvrir.

## Le contexte
En 1949, Vian écrit frénétiquement pour le jazz. Outre les articles de presse pour Combat et sa revue favorite : Jazz Hot pour laquelle il a toujours travaillé bénévolement, il anime une série d'émissions de jazz pour la station de radio américaine WNEWqui porte les initiales américaines WWFS signifiant W We're FreSh, le mot fresh, en argot américain signifiant depuis 1848 : insolent, irrespectueux ou impudent . Les 45 émissions ont été rédigéées en 45 textes  mais  ni Radio France ni la station de radio américaine n'ont gardé de trace. Ils ont été publiés chez Fayard en 1986 par Gilbert Pestureau et Claude Rameil, puis en livre de poche sous le titre Jazz in Paris. Le recueil est entièrement bilingue, les émissions de Vian sont totalement en anglais.

## Le style
Malgré les difficultés de la langue, qui n'est pas sa langue maternelle, Boris Vian  joue avec les mots, fait des blagues et des canulars. Tout en présentant des morceaux d'Aimé Barrelli, il réussit à parler de la visite en France de  Dizzy Gillespie dont il raconte qu'il a travaillé dur pour rendre ses musiciens "swing", mais qu'il a oublié ses violons dans un coin, ce qui lui permettra à sa prochaine visite d'être très "bop" .
Un de ses jeux favoris est de prendre certaines expressions au pied de la lettre, ou d'user de double calembour : ainsi « Jam with Bacon » (confiture au bacon) est la traduction littérale de Improvisation avec Louis Bacon (chanteur).
D'une désinvolture totale, Vian adopte toutefois un style popularisé, et ses informations sont très sérieuses. Ces émissions ont duré plus d'un an. L'ouvrage Jazz in Paris les reproduit intégralement en bilingue avec une notice pour présenter chaque musicien. Bors recevait l'aide d'un conseiller d'anglais oral, mais le conseiller peinait parfois sur le sujet car il connaissait mal le jazz et il mettait des notes de bas de page comme celle-ci : « J'ai pas pu joindre Boris à propos de ça, mais bon dieu de quoi joue donc Byas? On devrait le signaler je pense, Ned  (traduction de : Couldn't get in touch with Boris about it, but what the hell does Byas play? This should be inserted, I think, Ned »